# Nesophlebia
Nesophlebia is een geslacht van haften (Ephemeroptera) uit de familie Leptophlebiidae.

## Soorten
Het geslacht Nesophlebia omvat de volgende soorten:
- Nesophlebia adusta